# Culto de Skaro
En el argumento de la serie de televisión Doctor Who, el Culto de Skaro era una orden de élite de los Daleks, y los primeros Daleks individuales con una naturaleza explícita. El Culto apareció por primera vez en el doble episodio El ejército de fantasmas/El día del Juicio Final. Se les describe como una organización creada por el Emperador de los Daleks para pensar igual que sus enemigos y encontrar así nuevos modos de supervivencia y de matarlos.

## Historia
El Culto apareció por primera vez en el doble episodio El ejército de fantasmas/El día del Juicio Final. Se les describe como una organización creada por el Emperador de los Daleks para pensar igual que sus enemigos y encontrar así nuevos modos de supervivencia y de matar. Su tarea creativa les hace poseer imaginación y tomar nombres individuales: Dalek Sec', Dalek Thay, Dalek Caan y Dalek Jast. Según el libro Doctor Who Files acerca del Culto de Skaro, los miembros del culto eran comandantes de diferentes secciones del ejército Dalek, antes de ser seleccionados y ascendidos por el Emperador Dalek. En su tarea llegan a superar al Emperador. Sin embargo, para cuando aparecen por primera vez en pantalla, han sobrevivido a la muerte de este (El momento de la despedida) y piensan que son los últimos Daleks de la existencia.
El Culto de Skaro escapó del final de la Guerra del Tiempo en una nave del Vacío, junto con una nave prisión de los Señores del Tiempo conteniendo en su interior millones de Daleks, a la que ellos llaman el Arca del Génesis. En el episodio El día del Juicio Final se explica que el Arca solo se puede abrir con el toque de un viajero en el tiempo, y el Décimo Doctor y Rose Tyler se niegan, pero Mickey Smith la toca accidentalmente y libera a los Daleks. El Doctor finalmente logra usar el manipulador del vórtice del Instituto Torchwood para absorber a casi todos los Daleks de vuelta al Vacío.
Sin que lo supiera el Doctor, los cuatro miembros del Culto lograron inicial un salto temporal de emergencia y acabaron en la Nueva York de los años treinta. En Daleks en Manhattan, en un laboratorio en el Empire State Building, el Culto usó "esclavos cerdos" para capturar personas para sus experimentos. Como los últimos de su raza, su situación se volvió desesperada, y Thay sacrificó su coraza para construir un mástil especial en lo alto del edificio. Sec cuestionó la superioridad genética de la raza Dalek y propuso una evolución en Daleks híbridos, que esperaba pudiera combinar los mejores rasgos de los humanos y los Daleks. En La evolución de los Daleks, Caan depuso del mando a Sec, que finalmente fue asesinado por Thay. Los Daleks humanos se volvieron contra el Culto matando a Thay y Jast. Caan escapó de la enfrentación con el Doctor mediante otro salto temporal de emergencia.
En La Tierra robada, se revela que Caan llegó hasta el primer año de la Guerra del Tiempo, a pesar de estar encerrada temporalmente. Al hacerlo, Caan se vio obligado a mirar en las profundidades del Vórtice del Tiempo, lo que le volvió loco, pero también le mostró el futuro. En la Guerra del Tiempo, Caan rescató a Davros de la destrucción de su nave, permitiéndole a Davros regresar al presente y crear un nuevo Imperio Dalek usando su propio ADN. Davros tiene a Caan en alta estima, aunque los nuevos Daleks piensan que es una "abominación" por su locura y por su posesión de emociones.
Cuando cruzó a través del espacio y el tiempo para rescatar a Davros, Caan vio la carnicería que había causado la raza Dalek a lo largo del tiempo y quedó asqueado de ella. En El fin del viaje, Caan convenció al Doctor clónico para destruir a los Daleks y acabar su reinado de terror. Caan y Davros se suponen muertos cuando el Crucible fue destruido por el Doctor clónico, pero el autor y entonces show runner Russell T Davies ha dicho que Davros podría estar vivo, diciendo "Yo nunca habría escrito la muerte de Davros".

### Marcas
Además de sus voces y el diseño de color único de Sec, cada Dalek del Culto tiene una marca específica en la coraza para diferenciarle de los otros. Debajo del brazo ocular, hay un símbolo que consiste en un rectángulo conectado a una pequeña esquina por una línea en el lado derecho. Dentro del rectángulo hay tres pequeñas líneas horizontales unidas verticalmente por el lado izquierdo. Para distinguir a un Dalek de otro, una de esaas tres líneas es más larga, o ninguna de ellas en el lado de Sec. Caan tiene su línea arriba, Jast en el medio, y Thay debajo.

## Dalek Sec

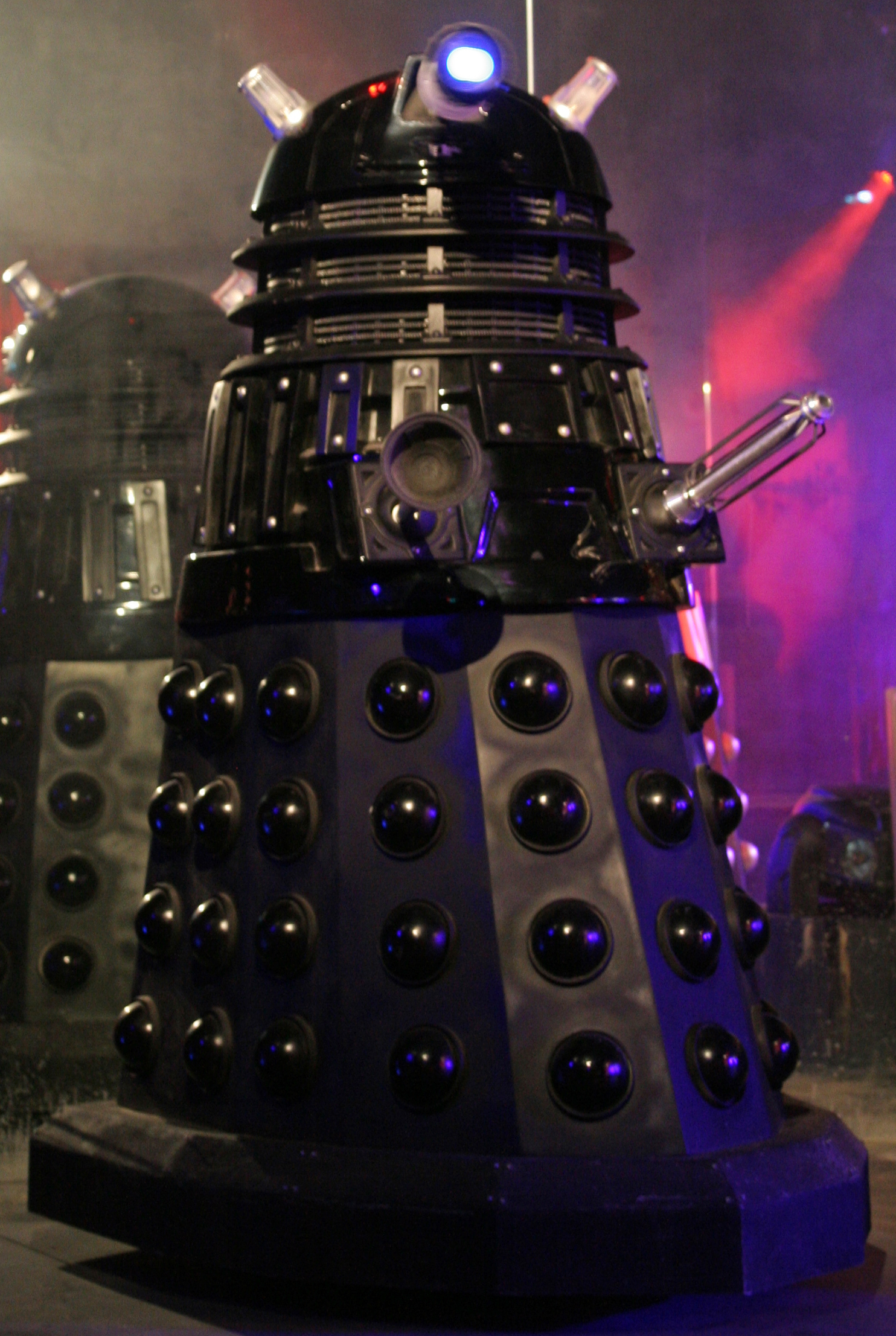
Dalek Sec tenía la coraza negra, lo que le identificaba como líder del Culto

Dalek Sec era el líder del culto y del ataque Dalek durante la Batalla de Canary Wharf contra los Cybermen. Su coraza original era negra en lugar del color dorado tradicional de los Daleks. Mostraba su liderazgo comunicándose directamente con el enemigo, a saber Rose Tyler, los Cybermen y el Doctor, y dando órdenes a los otros tres Daleks. Como solo había cuatro Daleks fuera del Vacío, Sec luchó junto a los otros miembros del CUlto contra el enemigo, y se mantuvo comprobando el estado del Arca del Génesis. Sin embargo, tan pronto como el Arca se activó, Sec escapó de la torre de Torchwood con el Arca, para comandar al ejército de Daleks desde el cielo siempre junto al Arca. Como tanto el ejército Cyberman como la nave de Vacío conteniendo al Culto, el Arca del Génesis y el ejército Dalek en su interior habían viajado a través del Vacío, todos estaban impregnados de "materia del Vacío" que, cuando el Doctor revirtió el flujo de la radiación, absorbió a ambos ejércitos el Arca del Génesis y la nave de Vacío de vuelta al mismo. Dalek Sec y el resto del culto escaparon de la destrucción iniciando un salto temporal de emergencia.
Junto con el resto del Culto, acabó en Nueva York en los años treinta y estableció una base en el Empire State Building. Tomando control de la construcción del Empire State y convirtiendo humanos en "esclavos cerdos" para servir como mano de obra, el Culto de Skaro también desarrolló experimentos para evolucionar a los Daleks en una forma nueva. El Culto reclutó al sirviente humano hambriento de poder Sr. Diagoras, que parecía pensar más como un Dalek que muchos, lo que Dalek Caan admitió. Sec se volvió contra el concepto de la pureza genética Dalek, pensando que era más importante la supervivencia, y viendo que el ADN humano tenía atributos útiles, ya que los humanos sobrevivían como especie mientras los Daleks estaban al borde de la extinción. Usándose a sí mismo y a Diagoras como prueba para el experimento final, se fusionaron para formar el primer Dalek híbrido.
Con su nuevo cuerpo, comenzó a sentir humanidad por primera vez en su vida, sintiendo motivación por emociones en lugar de por el impulso tradicional Dalek de conquistar, diciendo que Davros, el creador de los Daleks, estaba equivocado. Motivado por esto, Sec pidió al Doctor que le ayudara a crear más híbridos con cuerpos humanos. En oposición a la visión de Davros, decidió que los Daleks deberían evolucionar para sobrevivir o morir finalmente. Cuando el Doctor dijo que la Tierra no tenía espacio para otra raza, Sec dijo que el Doctor podría usar la TARDIS para llevarles a otro mundo. Sec estaba conmocionado por la muerte del líder de Hooverville Solomon, que intentó hacer la paz con los Daleks. Sin embargo, los otros tres Daleks rechazaron las teorías de Sec, y finalmente le depusieron y encadenaron. Dalek tomó el control e infundió los cuerpos humanos con puro ADN Dalek. Sec se opuso a su intento de que mataran al Doctor, avisándoles de que "Si elegís la muerte y la destrucción... entonces la muerte y la destrucción os elegirán a vosotros". Los Daleks no le hicieron caso y le mataron cuando intentó proteger al Doctor. El Doctor mostró su respeto hacia Sec llamándole el "Dalek más inteligente que ha existido" y el único que hubiera podido sacar a los Daleks "de la oscuridad".

## Dalek Caan

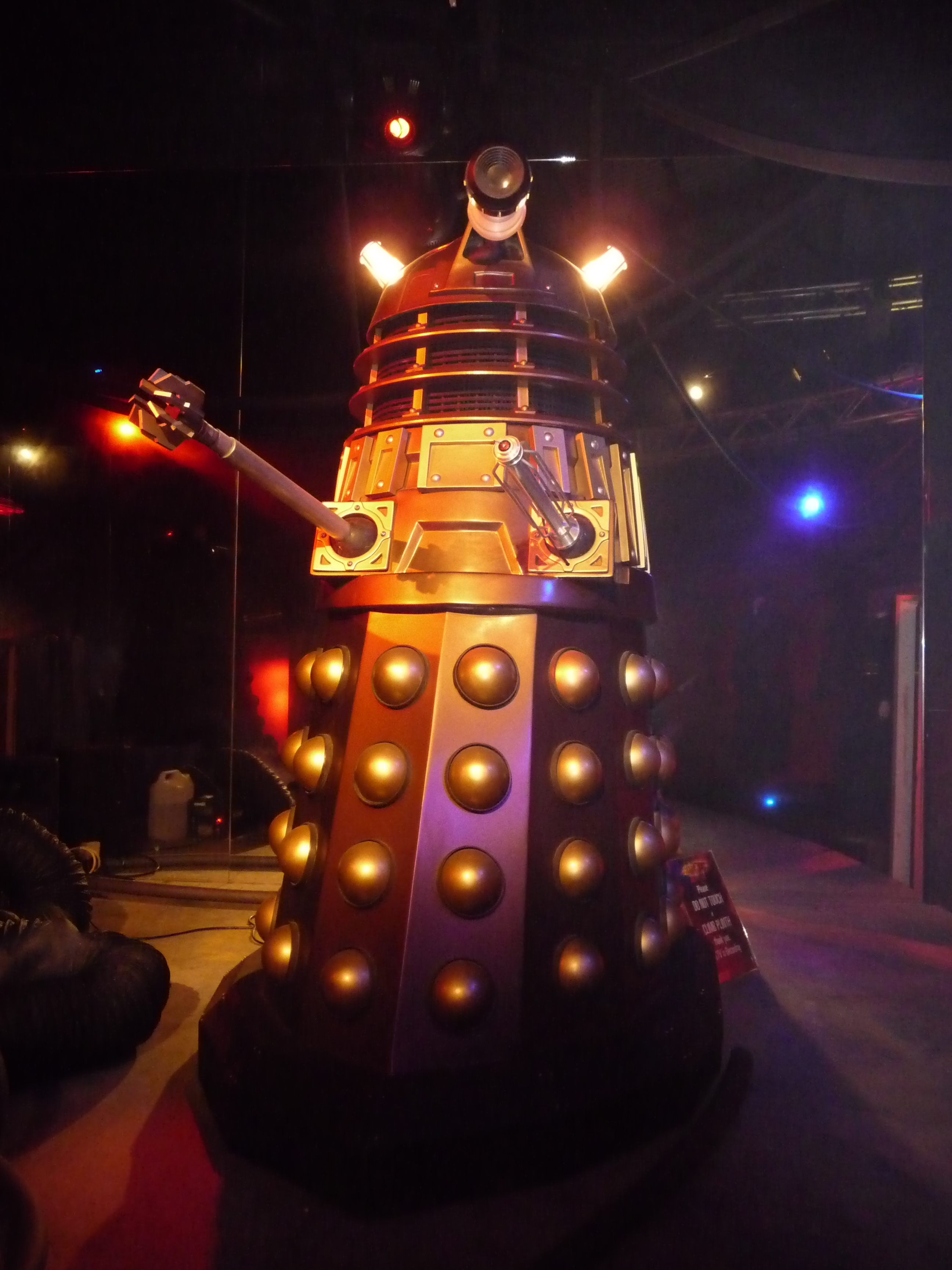
Caan, Thay y Jast tenían una coraza dorada.

Dalek Caan, con la voz más grave, es uno de los pocos Daleks de la serie moderna con el arco argumental más lleno de eventos. Según el libro Doctor Who Files acerca del Culto de Skaro, Dalek Caan era el líder del Escuadrón de Ataque del Trigésimo Grupo de Asalto antes de ser ascendido por el Emperador Dalek. Como el segundo de mando de Dalek Sec, el papel de Caan en la batalla de Canary Wharf fue menor. Pero tras escapar al Manhattan de los años treinta, Caan tuvo un papel más significativo supervisando la construcción del Empire State Building. Tras la transformación de su líder en Dalek humano, Caan despiadadamente destronó a Sec y tomó su puesto como líder del Culto cuando Sec decidió dar a los Daleks humanos emociones. Después de que el Décimo Doctor implantara su propio ADN en los Daleks humanos, Caan destruyó la especie híbrida antes de usar un salto temporal de emergencia para escapar del Doctor.
Más tarde, como el último Dalek superviviente, Caan usó ese salto temporal de emergencia para entrar a través del cierre temporal sobre la Guerra del Tiempo para rescatar a Davros, creador de los Daleks. Fue testigo "de todo el tiempo", adquiriendo poderes de precognición, aunque sus profecías eran imprecisas y requerían de una interpretación cuidadosa. Combinado con su mentalidad siniestramente más lúcida, fue llamado "abominación". Pero en realidad, Caan fingió su locura, ya que sus acciones al romper el cierre temporal le abrieron los ojos a las acciones de los Daleks a lo largo del tiempo, y le resolvieron a acabar con su especie para siempre. Durante la confrontación de Davros con el Doctor en El fin del viaje, Caan reveló que manipuló los acontecimientos para asegurarse de que el Doctor y Donna Noble se conocieran y provocar así la cadena de eventos que acabaría con el plan de Davros.

## Dalek Thay
Dalek Thay fue el primero en ser nombrado en pantalla. Era el tercero en comando de Sec. Inició las hostilidades contra el ejército Cybermen tras matar a dos de ellos en El día del Juicio Final. Ese día luchó en la batalla de Canary Wharf y "saltó temporalmente" con sus compañeros cuando el Doctor reabrió el Vacío.
Como los otros miembros regulares del Culto, tuvo dudas con el plan de Dalek Sec de unirse con un humano como parte de su visión de la "evolución" Dalek. Sacrificó tres paneles de su coraza para crear el conductor del rayo en el Empire State Building, y también sirvió de contacto del Culto con Diagoras. En el clímax de La evolución de los Daleks, Thay ignoró las advertencias del Híbrido Dalek Sec y le mató. Momentos más tarde, Thay fue destruido (junto con Dalek Jast) cuando los Daleks humanos se rebelaron contra la orden de matar al Doctor y abrieron fuego contra los Daleks en su lugar.

## Dalek Jast
Dalek Jast supervisó el estado del Arca del Génesis en El día del Juicio Final. Luchó en la batalla de Canary Wharf y escapó al Vacío con sus camaradas. Era el cuarto de mando en el Culto.
Jast y Thay ayudaron a Sec en sus experimentos en el Empire State Building. Cuando Sec estaba a punto de fusionarse con Diagoras para convertirse en Dalek humano, Thay y él expresaron dudas con el experimento de Sec sobre mantener la pureza Dalek, pero Sec respondió que su búsqueda de supremacía había llevado a los Daleks a la extinción. Jast siguió cuestionando las motivaciones de Sec, y al final le traicionó junto a Thay y Caan. Fue destruido por los Daleks humanos junto con Dalek Thay.